# Evanna Lynch
Evanna Patricia Lynch (Termonfeckin, Írország, 1991. augusztus 16. –) ír színésznő. 
Leginkább Luna Lovegoodként ismert, akit a Harry Potter-filmsorozatban 2007 és 2011 között négy részben formált meg.

## Élete és pályafutása
1991. augusztus 16-án született Termonfeckin városában, Írországban, Donal és Marguerite Lynch harmadik lányaként. Van két nővére, Emily és Máiréad, valamint egy öccse, Patrick. 
Színészkarrierjét 2007-ben kezdte, amikor apja elvitte egy meghallgatásra, ahol Luna Lovegood szerepére kerestek megfelelő lányt a Harry Potter és a Főnix Rendje című kötet filmadaptációjához. Evannát az Egyesült Királyságból és Írországból választották ki, 15 ezer jelentkező közül. Négy Harry Potter-filmben szerepelt, és a videojátékokban is ő kölcsönözte Luna hangját. 
2003 és 2005 között anorexiában szenvedett. Evanna angol, kelta és francia nyelven beszél.

## Filmográfia

### Film
| Év   | Magyar cím                          | Eredeti cím                                   | Szerep            | Magyar hang  |
| ---- | ----------------------------------- | --------------------------------------------- | ----------------- | ------------ |
| 2007 | Harry Potter és a Főnix Rendje      | Harry Potter and the Order of the Phoenix     | Luna Lovegood     | Kántor Kitty |
| 2009 | Harry Potter és a Félvér Herceg     | Harry Potter and the Half-Blood Prince        | Luna Lovegood     | Kántor Kitty |
| 2010 | Harry Potter és a Halál ereklyéi 1. | Harry Potter and the Deathly Hallows – Part 1 | Luna Lovegood     | Kántor Kitty |
| 2011 | Harry Potter és a Halál ereklyéi 2. | Harry Potter and the Deathly Hallows – Part 2 | Luna Lovegood     | Kántor Kitty |
| 2013 |                                     | G.B.F.                                        | McKenzie Pryce    |              |
| 2015 |                                     | Addiction: A 60's Love Story                  | Theresa Bornstein |              |
| 2015 | A nevem Emily                       | My Name Is Emily                              | Emily             | Kántor Kitty |
| 2019 |                                     | Madness in the Method                         | Abbie Fox (cameo) |              |

Rövidfilmek
- 2013 – It Don't Come Easy – Ella
- 2019 – Lucia Joyce: Full Capacity – Lucia Joyce
- 2020 – Europeans: Donnú Bréige (Fake Tan) – Róisín
- 2021 – Other Half – Icarus
- 2021 – You Eat Other Animals – Alien Queen

### Televízió
| Év   | Magyar cím                                         | Eredeti cím                                       | Szerep                                     | Megjegyzések           |
| ---- | -------------------------------------------------- | ------------------------------------------------- | ------------------------------------------ | ---------------------- |
| 2012 |                                                    | Sinbad                                            | Alehna                                     | 1 epizód               |
| 2013 |                                                    | A Very Potter Senior Year                         | Luna Lovegood                              | tévéfilm               |
| 2013 |                                                    | Apex                                              | Reagan                                     | 1 epizód               |
| 2015 |                                                    | Danny and the Human Zoo                           | Bridget Riordan                            | tévéfilm               |
| 2018 |                                                    | Dancing with the Stars                            | önmaga (versenyző)                         | 27. évad (3. helyezés) |
| 2019 |                                                    | Middle School Moguls                              | Academy Voice / Tablet / Lunchbox (hangja) | 1 epizód               |
| 2020 | A tini nindzsa teknőcök felemelkedése              | Rise of the Teenage Mutant Ninja Turtles          | Gentry (hangja)                            | 1 epizód               |
| 2021 | A néma szemtanú                                    | Silent Witness                                    | Paisley Robertson                          | 2 epizód               |
| 2022 | Harry Potter 20. évforduló – Visszatérés Roxfortba | Harry Potter 20th Anniversary: Return to Hogwarts | önmaga                                     | HBO különkiadás        |
| 2024 |                                                    | Harry Potter: Wizards of Baking                   | önmaga                                     |                        |